# روزتو والفورتوره
روزتو والفورتوره (به ایتالیایی: Roseto Valfortore) یک کومونه در ایتالیا است که در استان فوجا واقع شده‌است. روزتو والفورتوره ۴۹٫۷۱ کیلومتر مربع مساحت و ۱٬۲۰۵ نفر جمعیت دارد و ۶۵۰ متر بالاتر از سطح دریا واقع شده‌است.